# (3530) Hammel
(3530) Hammel (1981 EC20) – planetoida z pasa głównego asteroid okrążająca Słońce w ciągu 3,72 lat w średniej odległości 2,4 j.a. Odkrył ją Schelte Bus 2 marca 1981 roku.